# Trygodes columbaris
Trygodes columbaris är en fjärilsart som beskrevs av Butler 1881. Trygodes columbaris ingår i släktet Trygodes och familjen mätare. Inga underarter finns listade i Catalogue of Life.